# Benzberg

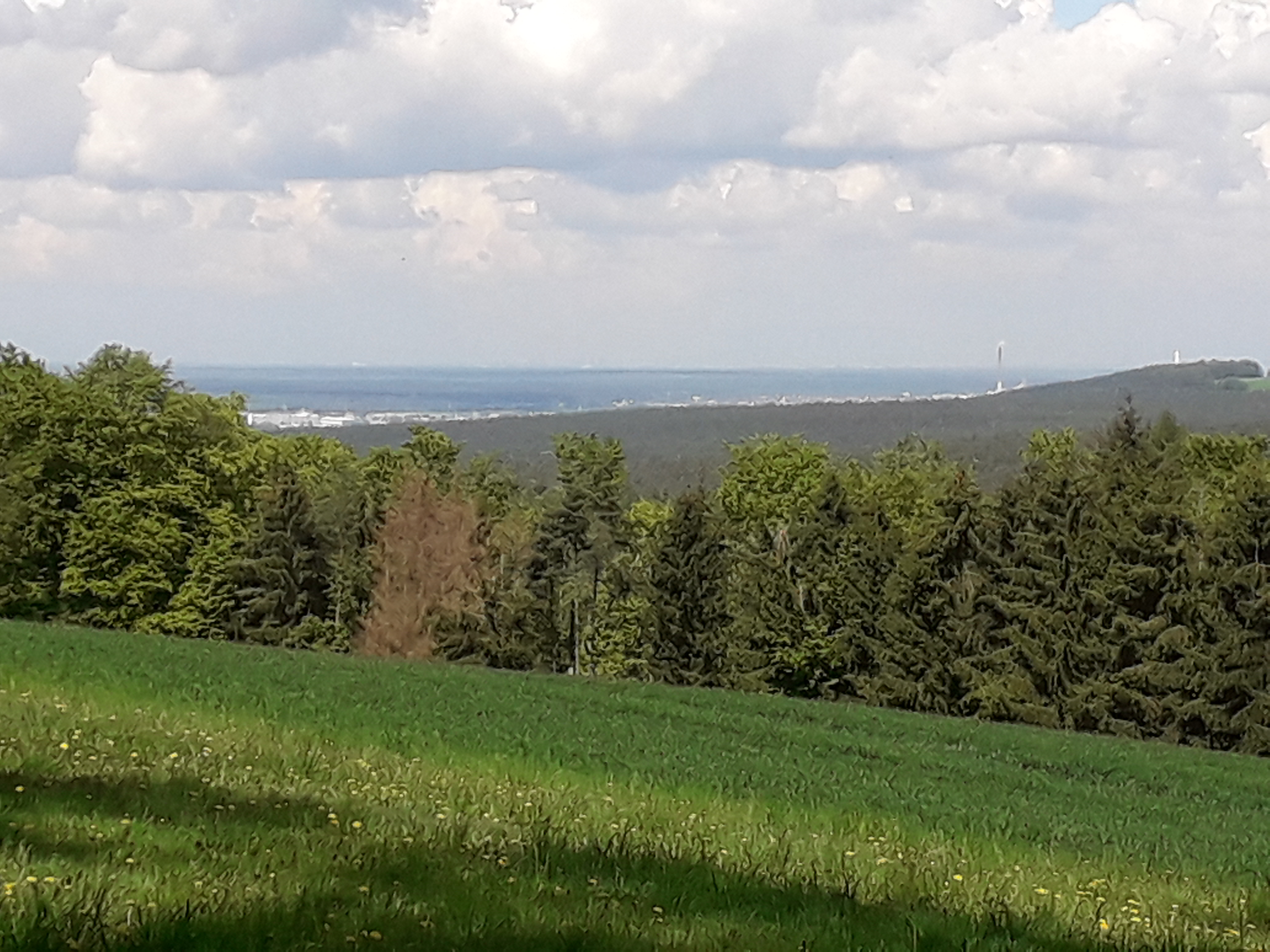
Blick vom Benzberg aus in das Maintal Richtung Hessen

Der Benzberg (auch: Bensberg) ist ein 279 m ü. NHN hoher Berg im Spessart bei Sulzbach am Main und Leidersbach im bayerischen Landkreis Miltenberg.

## Beschreibung
Der Benzberg liegt östlich von Sulzbach am Main und nordwestlich von Ebersbach, einem Ortsteil von Leidersbach. Im Norden wird er durch das Tal des Sulzbaches und Sodener Baches, und im Süden durch das Tal des Leidersbachs begrenzt. Am westlichen Fuße des Berges münden Sodener Bach und Leidersbach in den Sulzbach. Dort befindet sich auch das Naturschutzgebiet Feuchtwiesen im Sulzbachtal sowie der Parkplatz Sulzbacher Schleife (141 m). Östlich geht der Benzberg über ein kleines Plateau in den Schlossberg (346 m) über. Der Berg ist fast überall mit Mischwald bewaldet.

## Wandern

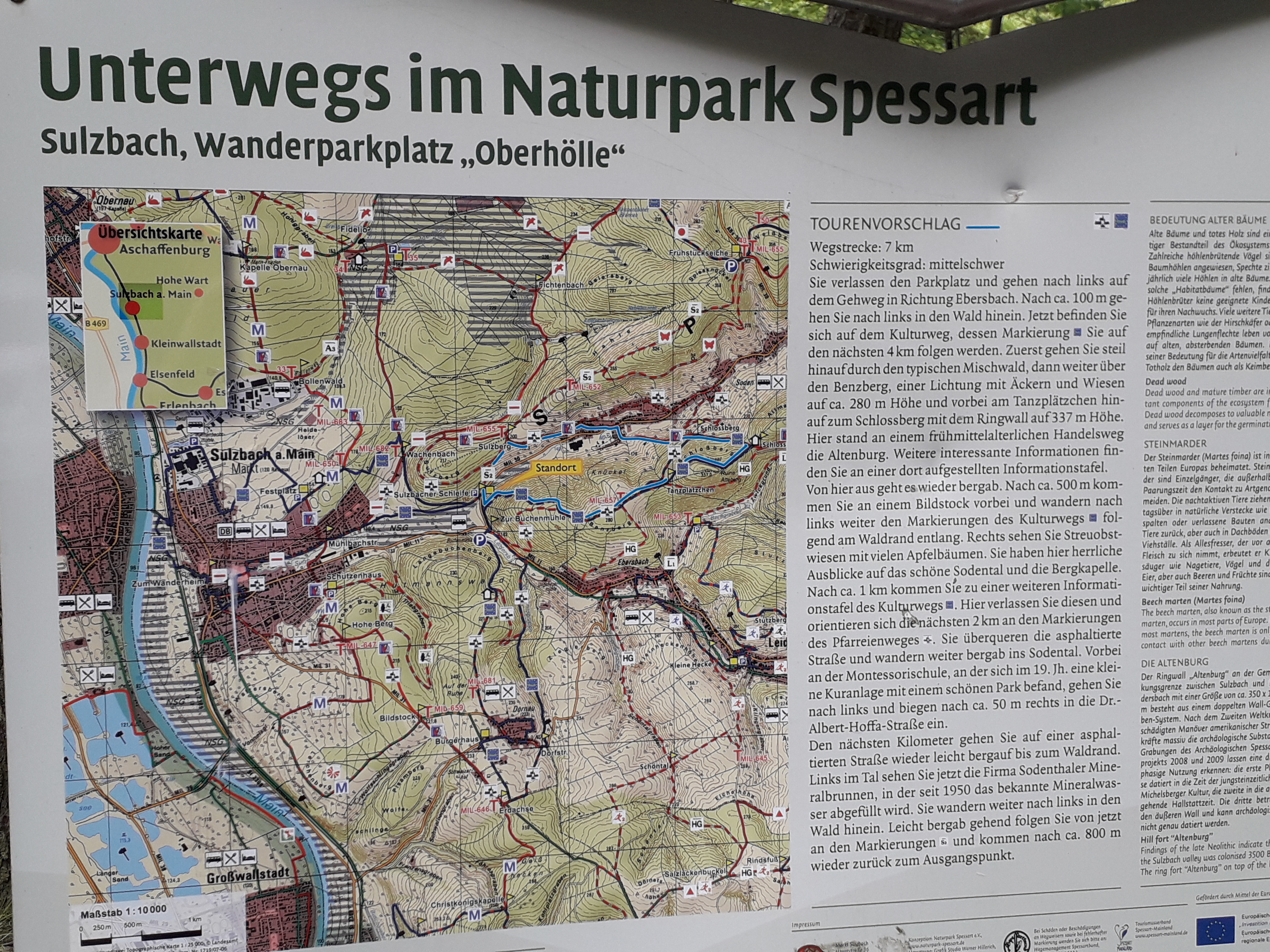
Wanderparkplatz Oberhölle am Fuße des Benzberges. Ausgangspunkt für Wanderungen rund um den Benzberg und Schloßberg mit Ruine Altenburg.

Der Benzberg ist von allen umliegenden Gemeinden (Sulzbach, Soden, Leidersbach, Ebersbach) erreichbar. Direkt am nordwestlichen Fuß des Benzberges liegt der Wanderparkplatz Oberhölle (141 m) von dem aus der Gipfel des Benzberges über einen knapp 2 km langen Wanderweg erreichbar ist. Ebenfalls kann man zu verschiedenen Rundwanderwegen am Parkplatz Sulzbacher Schleife starten.

## Mountainbike
Über den Benzberg führt eine Mountainbikestrecke des Mountainbikeclub 26 Zoll Sulzbach. Die Steigung auf den Benzberg gilt als anspruchsvoll.

## Sonstiges
Der Berg wurde im Rahmen der Schlacht um Aschaffenburg zum Kampfgebiet. Durch die deutschen Verteidiger wurden in der Karwoche 1945 Artilleriestellungen auf dem Berg errichtet. Diese beschossen die in Sulzbach befindlichen US-Truppen.